# Jack Emery
Jack Emery (eigentlich Carl Allen John Emery; * 27. Dezember 1913 in Longton, Staffordshire; † 2. Februar 2013) war ein britischer Mittel- und Langstreckenläufer.
Bei den Internationalen Universitätsspielen 1937 gewann er Silber über 1500 m.
1938 siegte er für England startend beim Cross der Nationen. Bei den Leichtathletik-Europameisterschaften in Paris wurde er Vierter über 5000 m.
1938 und 1939 wurde er Englischer Meister über drei Meilen.

## Persönliche Bestleistungen
- 1500 m: 3:53,3 min, 15. September 1938, Oslo
- 1 Meile: 4:13,8 min, 10. Juli 1937, Cambridge
- 5000 m: 14:40,4 min, 20. August 1939, Köln